# Nußdorfer Straße (metropolitana di Vienna)
Nußdorfer Straße è una stazione della linea U6 della metropolitana di Vienna situata nel 9º distretto, al confine con il 18º distretto. Fino al 1996 è stata il capolinea settentrionale della linea U6.

## Descrizione
L'edificio Jugendstil della stazione si sviluppa su due piani. Il piano superiore dà accesso al viadotto dove si trovano i binari, che è così integrato nella struttura della stazione. Le facciate sono caratterizzate da grandi finestre rettangolari su entrambi i piani, con due alte colonne che fiancheggiano l'ingresso situato al piano stradale.
Come tutte le stazioni in stile Otto Wagner, gli ingressi sono a porte battenti dipinte di verde sui lati est e ovest. Dall'atrio, che ospita un'edicola e una panetteria, si arriva alle due piattaforme tramite rampe di scale.

## Storia
La stazione venne realizzata come fermata della Gürtellinie della Stadtbahn a vapore, indicata nelle prime mappe anche come Nussdorferlinie, prima di assumere il nome attuale. La struttura, progettata da Otto Wagner per conto della Commissione per le strutture di trasporto di Vienna, è una delle stazioni della Gürtellinie meglio conservate insieme a Gumpendorfer Straße, Josefstädter Straße, Alser Straße e Währinger Straße. Fu completata nell'agosto 1896 ed entrò in esercizio il 1º giugno 1898. Come altre stazioni della Gürtellinie, fu realizzata in corrispondenza di una delle vecchie porte di ingresso della cinta muraria cittadina.
In origine, dalla stazione sarebbe dovuto partire anche un ramo di collegamento con la linea del Donaukanal. A causa di un cambiamento di progetto dell'ultimo minuto, la diramazione non fu più realizzata, ma l'impostazione di base per la diramazione è ancora oggi riconoscibile.
Nel 1918, con la chiusura della Stadtbahn a vapore, la stazione venne temporaneamente dismessa e fu riaperta nel 1925 con l'entrata in funzione della Stadtbahn elettrificata. Dopo una serie di lavori di adeguamento, che hanno comportato il prolungamento di alcuni metri delle banchine sul lato meridionale, dal 1989 la stazione è servita dalla linea U6.

## Ingressi
- Nußdorfer Straße
- Döblinger Hauptstraße